# Rubén Tufiño
Rubén Dario Tufiño Schwenk (Santa Cruz de la Sierra, 9 de janeiro de 1970) é um ex-futebolista boliviano. 

## Carreira
Em clubes, militou com as camisas de Oriente Petrolero, Blooming, Bolívar e The Strongest. Deixou de jogar em 2006.

## Seleção
Disputou três edições da Copa América pela Seleção Boliviana.

## Títulos
Seleção Boliviana
- Copa América de 1997: 2º Lugar